# Jozef Hajdučík
Jozef Hajdučík es un deportista checoslovaco que compitió en piragüismo en la modalidad de eslalon. Ganó dos medallas en el Campeonato Mundial de Piragüismo en Eslalon, plata en 1983 y bronce en 1987.

## Palmarés internacional
| Campeonato Mundial | Campeonato Mundial            | Campeonato Mundial | Campeonato Mundial |
| Año                | Lugar                         | Medalla            | Competición        |
| ------------------ | ----------------------------- | ------------------ | ------------------ |
| 1983               | Merano (Italia)               | Medalla de plata   | C1 por equipos     |
| 1987               | Bourg-Saint-Maurice (Francia) | Medalla de bronce  | C1 por equipos     |